# Ян Непомуцен Гоффманн
Ян Непомуцен Гоффманн (чеськ. Jan Nepomuk František Hoffmann, нім. Johann Nepomuk Franz Hoffmann, пол. Jan Nepomucen Hoffmann; 1753, Кельч, тепер Злінський край, Чехія — 21 грудня 1835, Львів, тепер Україна) — доктор права Львівського університету (1785), генеральний візитатор початкових шкіл Галичини, Яґеллонського (1805/06) і Львівського університетів (1808/09), адміністратор Львівського капітулу (1812), абат домініканського монастиря у Жовкві (1822), перший директор сиротинця і закладу глухонімих (1830) Яна Непомуцена Гоффманна. За діяльність для сиріт, глухонімих став почесним громадянином Львова (1831), отримав Австрійський Орден Імператора Леопольда.

## Біографія
Ян Непомуцен Гоффманн народився у чесько-німецькій сім'ї у Моравії, що тоді входила до Священної Римської імперії. Після початкової школи навчався у гімназіях Градіште і Мікулова. В Оломоуці здобув звання магістра філософії і бакалавра теології, після чого місцевий єпископ висвятив на диякона і через недостатній вік для висвячення на священика дав дозвіл на продовження освіти в університеті Відня. Тут він вивчав право (зокрема, костельне) у відомого професора Мартіні, що дозволило згодом отримати докторат костельного права. У Відні при костелі Маргарити Гоффманн став дияконом, був висвячений архієпископом Відня Магаззі на священика (1776). Імператриця Марія-Терезія призначила Гоффманна директором початкових шкіл Королівства Галичини і Володимирії для запровадження сучасних навчальних програм. Одночасно виконував функції священика, сповідника для новоприбулих німецькомовних мешканців, виголошуючи проповіді німецькою мовою. З 9 вересня 1784 почесний канонік, через три місяці канонік капітули львівської латинської катедри, генеральний візитатор початкових шкіл. Розпочав навчання вчительок в одному з монастирів міста. З 12 листопада 1785 доктор права львівського університету. 1787 за розпорядженням імператора Йосифа ІІ було реформовано капітулу, після чого Гофффманн призначений схоластом капітули. З 1791 стає репрезентантом львівського архієпископа при університеті, де з 1801 стає проректором. У капітулі з 1797 стає суфраганом, 1800 офіціалом, з 1801 прелатом катедри, отримав звання ц.к. імператорського радника.
Як доктор канонічного права, бакалавр теології був направлений 1805 до новоприєднаного Кракова керівником теологічних наук при реорганізованому університеті, де став ректором (1805—1806). Після смерті архієпископа був суфроганом краківським, схоластом капітули, препозитом Марійського костелу.
Повернувся 1806 до Львова, зайнявши у капітулі прелатуру пробоща катедри, ректора ліцею (1808–1809), адміністратора архидієцезії (1811/12). Перед обранням нового архієпископа став інфулатом м. Тарнів, згодом абатом домініканського монастиря Жовкви (1822).
Надав 5.000 корон ринських для своєї фундації дітям-сиротам 1830. Завдяки декільком фундаціям було закладено притулок-школу для глухонімих дітей, директором якого він став 1831 (перенесена згодом на вулицю Личаківську 35). В подяку за фундацію був проголошений почесним громадянином міста. Приблизно у цей час він склав заповіт для своїх 200.000 ринських у грошах і цінних паперах, призначивши його генеральним розпорядником інститут вбогих міста. З цінних паперів 21.000 ринських призначалась капітулу львівської катедри для сестер милосердя і найбіднішої парафії, військовому шпиталю Відня на 1.000 ринських, шпиталю св. Лазаря і сиротинцю Львова по 13.040 ринських, закладу глухонімих на 3279 ринських. Було закладено 16 ощадних книжок, зокрема для вчителя закладу глухонімих (1), визначеній черницями дівчині-сироті (1), вчителям початкової школи (2), магістрату міста для бідного урядовця, міщанина, сироти (3). Помер у Львові у віці 82 років.
Для вшанування пам'яті Яна Непомуцена Гоффманна було названо 1895 року нову вулицю, що була прокладена неподалік закладу глухонімих, яку 1944 року перейменували на вулицю Чехова.